# Chris Baietta
Christopher John Baietta Manrrique (Barcelona, Venezuela; 14 de febrero de 1984) es un cantante, compositor y productor venezolano conocido por su nombre artístico Chris Baietta. Formó parte del grupo Equilibrio y del dúo Less & Chris, donde recibió nominaciones a diversos premios en Venezuela.

## Carrera musical
Chris Baietta inició su andadura musical luego de completar su educación básica en Puerto La Cruz, Anzoátegui, decidiendo participar en un casting para un grupo llamado Equilibrio, fundado por Miguel Mendoza, más conocido como Nacho.
A este proceso de selección asistieron más de 300 personas en busca de cumplir su sueño musical, a través de este grupo que aparecía en el reality show Generación S, transmitido por el canal venezolano de señal abierta Venevisión. Después de una serie de pruebas y preselecciones, Chris Baietta es llamado oficialmente a unirse a las filas de Equilibrio.

### Equilibrio (2005 - 2013)
En 2005, Chris Baietta, participó en el quinteto vocal llamado Equilibrio (como Chris John), donde logró muchos éxitos, entre ellos con la canción titulada «Dos Extraños», dos giras promocionales por Colombia; e interpretar uno de los temas musicales de una exitosa telenovela llamada La vida entera, transmitida por Venevisión. Pudo presentarse en innumerables ocasiones en escenarios nacionales, incluido el Poliedro de Caracas, además de una actuación en vivo, cantando a dúo con Franco de Vita. Después de ocho años, el grupo se disolvió, por lo que Chris Baietta continuó una serie de actividades, preparándose para seguir avanzando en su proyecto musical.

### Less & Chris (2014 - 2019)
En 2014, Chris Baietta emprendió un nuevo proyecto musical a dúo llamado Less & Chris, logrando posicionarse en lo más alto de las listas musicales venezolanas, con éxitos como «Pa´ que te actives» con Sixto Rein, «Rumba caliente», «Lagrimas no más Remix» con el grupo venezolano Guaco, y «Me recordarás» junto a Gustavo Elis, entre otros. Cabe destacar que entre los logros más importantes del dúo se encontraba un triple número uno en las tres vallas publicitarias más importantes de su país: Record Report, National Report y Monitor Latino . También tuvieron cinco nominaciones a los Pepsi Music Awards, los cuales se entregan anualmente, bajo el patrocinio de esa compañía, en reconocimiento a lo mejor de la música venezolana.
En 2015, presentaron su disco Pa que te actives en un concierto en la ciudad de Maracaibo. En 2016, lanzarían «El Indicado». Luego, cuando el dúo decidió tomarse un descanso del escenario, Chris Baietta entró nuevamente a los estudios para comenzar a preparar el que sería su primer material en solitario.

### Debut como solista (2020 - presente)
En diciembre de 2020, Chris inició una nueva etapa en su carrera musical, como solista lanzó su primera canción titulada «Klobata», en colaboración con Troy La High y Fray Alvez. En 2021, también presentó «Ella me tiene» junto a Niko La Fábrica y DAF 1012, y «Yo te conozco».

## Discografía

#### Con Equilibrio
- 2009: Me Recordarás[24]

#### Como Less & Chris
- 2015: Pa' que te actives[25]

## Premios y reconocimientos

### Pepsi Music Awards
En 2015, recibieron 3 nominaciones en los Pepsi Music Awards como Artista Urbano del Año, Tema Urbano del Año y Video Urbano del Año con la canción «Rumba Caliente».